# Triatlo nos Jogos Olímpicos de Verão de 2020 - Feminino
O evento feminino do triatlo nos Jogos Olímpicos de Verão de 2020 foi disputado em 27 de julho de 2021 no Parque Marinho de Odaiba, em Tóquio. Um total de 54 triatletas de 30 Comitês Olímpicos Nacionais (CON) participaram do evento.
Uma chuva pesada antes da prova atrasou a largada em pelo menos 15 minutos, e as condições permaneceram úmidas durante a prova. Na primeira volta da natação, Jess Learmonth, da Grã-Bretanha, puxou o ritmo. Um forte grupo de liderança rapidamente se formou na água, com Learmonth seguida pelas estadunidenses Katie Zaferes e Summer Rappaport, por Vittória Lopes, Laura Lindemann e Georgia Taylor-Brown. Ao final da natação, o grupo de sete atletas na liderança abriu uma vantagem de pelo menos trinta segundos para o restante do pelotão, que era liderado para fora da água por Emma Jeffcoat. Após a primeira volta do ciclismo, a vantagem das sete líderes havia aumentado para mais de um minuto em relação ao grupo de perseguição de catorze atletas, que incluía Nicola Spirig, Vicky Holland, e a dupla neerlandesa Maya Kingma e Rachel Klamer. Uma falta de organização do grupo de perseguição deixou Spirig liderar a caça e cortar a distância, embora com pouco sucesso. Na volta seguinte, o grupo de perseguição havia caído para 12 atletas, embora Rappaport e Lopes tivessem saído do grupo de liderança na quarta e na sexta volta, respectivamente. Um pneu furado para Taylor-Brown próximo ao final da perna do ciclismo viu ela ceder vinte segundos para as outras quatro líderes na chegada para a segunda transição.
Flora Duffy e Zaferes lideraram no início da corrida, porém a bermudiana passou a abrir distância no final da segunda das quatro voltas de 2,5 km. Atrás, Taylor-Brown superou primeiramente Lindemann e posteriormente Learmonth, antes de ultrapassar Zaferes faltando uma volta. Com uma liderança de mais de um minuto, Duffy pôde celebrar sua vitória durante a chegada, tornando-se a primeira medalhista de ouro olímpica de Bermudas. Taylor-Brown e Zaferes conquistaram a prata e o bronze, respectivsmente, enquanto Lindemann e Learmonth foram alcançadas e ultrapassadas pelas corredoras mais rápidas do grupo de perseguição.

## Qualificação
As primeiras vagas de qualificação foram concedidas através do ranking de revezamento misto da União Internacional de Triatlo (ITU) de 31 de março de 2020, com os sete melhores CONs obtendo cada um duas vagas. Mais três CONs ganharam duas vagas cada um no evento de qualificação olímpica de revezamento misto da ITU de 2021. O ranking individual de 11 de maio de 2020 foi considerado na sequência, com as 13 melhores triatletas se classificando, respeitando o limite de três por CON e ignorando as duas primeiras de cada CON que se qualificaram por meio das equipes mistas. Uma vaga adicional para cada continente foi para a competidora com melhor ranking de um CON ainda não classificado. O anfitrião, o Japão, teve uma vaga garantida e as duas últimas vagas foram atribuídas através de convites da Comissão Tripartite. Vagas não preenchidas foram posteriormente realocadas para triatletas ainda não classificadas.

## Formato
Realizado no Parque Marinho de Odaiba, a prova teve extensão de 51,5 quilômetros em um trajeto plano. As competidoras começaram com a perna da natação de 1,5 km, consistindo em uma volta de 950 m seguida por uma volta menor de 550 m. Posteriormente, eles foram para a perna do ciclismo de 40 km, composta por oito voltas em um trajeto de 5 km. Finalmente, os competidores concluíram com quatro voltas de 2,5 km, que completaram o total de 10 km na perna de corrida.

## Calendário
Horário local (UTC+9)
| Data                | Horário | Fase  |
| ------------------- | ------- | ----- |
| 27 de julho de 2021 | 6:45    | Final |

## Medalhistas
| Ouro   | BER Flora Duffy          |
| Prata  | GBR Georgia Taylor-Brown |
| Bronze | USA Katie Zaferes        |

## Resultados
Estes foram os resultados da competição:
| Pos.              | Bib | Triatleta            | CON                 | Natação | Ciclismo | Corrida | Tempo total | Dif.    |
| ----------------- | --- | -------------------- | ------------------- | ------- | -------- | ------- | ----------- | ------- |
| Medalha de ouro   | 29  | Flora Duffy          | BER Bermudas        | 18:32   | 1:02:49  | 33:00   | 1:55:36     |         |
| Medalha de prata  | 34  | Georgia Taylor-Brown | GBR Grã-Bretanha    | 18:31   | 1:03:11  | 33:52   | 1:56:50     | + 1:14  |
| Medalha de bronze | 14  | Katie Zaferes        | USA Estados Unidos  | 18:28   | 1:02:51  | 34:27   | 1:57:03     | + 1:27  |
| 4                 | 2   | Rachel Klamer        | NED Países Baixos   | 19:17   | 1:03:05  | 34:09   | 1:57:48     | + 2:12  |
| 5                 | 31  | Léonie Périault      | FRA França          | 19:13   | 1:03:13  | 34:06   | 1:57:49     | + 2:13  |
| 6                 | 26  | Nicola Spirig        | SUI Suíça           | 19:32   | 1:02:50  | 34:28   | 1:58:05     | + 2:29  |
| 7                 | 54  | Alice Betto          | ITA Itália          | 19:14   | 1:03:11  | 34:42   | 1:58:22     | + 2:46  |
| 8                 | 10  | Laura Lindemann      | GER Alemanha        | 18:36   | 1:02:46  | 35:48   | 1:58:24     | + 2:48  |
| 9                 | 33  | Jess Learmonth       | GBR Grã-Bretanha    | 18:24   | 1:02:56  | 35:51   | 1:58:28     | + 2:52  |
| 10                | 52  | Valerie Barthelemy   | BEL Bélgica         | 19:18   | 1:03:07  | 35:12   | 1:58:49     | + 3:13  |
| 11                | 1   | Maya Kingma          | NED Países Baixos   | 19:20   | 1:03:03  | 35:36   | 1:59:16     | + 3:40  |
| 12                | 27  | Zsanett Bragmayer    | HUN Hungria         | 19:19   | 1:03:07  | 36:18   | 2:00:00     | + 4:24  |
| 13                | 32  | Vicky Holland        | GBR Grã-Bretanha    | 19:12   | 1:05:24  | 34:20   | 2:00:10     | + 4:34  |
| 14                | 12  | Summer Rappaport     | USA Estados Unidos  | 18:29   | 1:03:58  | 36:35   | 2:00:19     | + 4:43  |
| 15                | 19  | Amélie Kretz         | CAN Canadá          | 19:39   | 1:04:56  | 34:41   | 2:00:33     | + 4:57  |
| 16                | 11  | Taylor Knibb         | USA Estados Unidos  | 19:52   | 1:04:42  | 35:06   | 2:00:59     | + 5:23  |
| 17                | 7   | Simone Ackermann     | RSA África do Sul   | 19:08   | 1:03:37  | 37:30   | 2:01:14     | + 5:38  |
| 18                | 48  | Yuko Takahashi       | JPN Japão           | 19:10   | 1:03:15  | 37:40   | 2:01:18     | + 5:42  |
| 19                | 25  | Jolanda Annen        | SUI Suíça           | 19:32   | 1:05:04  | 35:36   | 2:01:31     | + 5:55  |
| 20                | 56  | Verena Steinhauser   | ITA Itália          | 19:42   | 1:04:52  | 35:56   | 2:01:47     | + 6:11  |
| 21                | 15  | Miriam Casillas      | ESP Espanha         | 19:46   | 1:04:50  | 36:00   | 2:01:52     | + 6:16  |
| 22                | 41  | Melanie Santos       | POR Portugal        | 19:32   | 1:05:07  | 36:13   | 2:02:06     | + 6:30  |
| 23                | 40  | Carolyn Hayes        | IRL Irlanda         | 20:10   | 1:06:04  | 34:43   | 2:02:10     | + 6:34  |
| 24                | 51  | Lotte Miller         | NOR Noruega         | 19:58   | 1:04:35  | 36:49   | 2:02:43     | + 7:07  |
| 25                | 23  | Bárbara Riveros      | CHI Chile           | 19:45   | 1:04:54  | 36:49   | 2:02:46     | + 7:10  |
| 26                | 22  | Emma Jeffcoat        | AUS Austrália       | 19:06   | 1:03:18  | 39:13   | 2:02:57     | + 7:21  |
| 27                | 38  | Lisa Perterer        | AUT Áustria         | 20:03   | 1:06:14  | 35:26   | 2:03:00     | + 7:24  |
| 28                | 46  | Vittória Lopes       | BRA Brasil          | 18:26   | 1:03:56  | 39:21   | 2:03:09     | + 7:33  |
| 29                | 50  | Nicole van der Kaay  | NZL Nova Zelândia   | 19:35   | 1:05:02  | 37:34   | 2:03:26     | + 7:50  |
| 30                | 4   | Petra Kuříková       | CZE República Checa | 19:55   | 1:06:26  | 36:32   | 2:04:10     | + 8:34  |
| 31                | 9   | Anabel Knoll         | GER Alemanha        | 20:05   | 1:06:14  | 37:11   | 2:04:45     | + 9:09  |
| 32                | 45  | Luisa Baptista       | BRA Brasil          | 20:12   | 1:06:04  | 38:00   | 2:05:32     | + 9:56  |
| 33                | 24  | Romina Biagioli      | ARG Argentina       | 20:09   | 1:06:06  | 40:06   | 2:07:42     | + 12:06 |
| 34                | 53  | Claire Michel        | BEL Bélgica         | 19:40   | 1:06:34  | 43:37   | 2:11:05     | + 15:29 |
|                   | 55  | Angelica Olmo        | ITA Itália          | 20:15   | 1:06:01  | DNF     | DNF         | DNF     |
|                   | 44  | Elizabeth Bravo      | ECU Equador         | 20:15   | LAP      | LAP     | LAP         | LAP     |
|                   | 20  | Ashleigh Gentle      | AUS Austrália       | 20:07   | LAP      | LAP     | LAP         | LAP     |
|                   | 3   | Vendula Frintová     | CZE República Checa | 20:16   | LAP      | LAP     | LAP         | LAP     |
|                   | 21  | Jaz Hedgeland        | AUS Austrália       | 19:44   | LAP      | LAP     | LAP         | LAP     |
|                   | 16  | Anna Godoy           | ESP Espanha         | 20:12   | LAP      | LAP     | LAP         | LAP     |
|                   | 28  | Zsófia Kovács        | HUN Hungria         | 20:30   | LAP      | LAP     | LAP         | LAP     |
|                   | 8   | Gillian Sanders      | RSA África do Sul   | 20:18   | LAP      | LAP     | LAP         | LAP     |
|                   | 43  | Alexandra Razarenova | ROC                 | 20:17   | LAP      | LAP     | LAP         | LAP     |
|                   | 18  | Joanna Brown         | CAN Canadá          | 19:15   | LAP      | LAP     | LAP         | LAP     |
|                   | 35  | Zhong Mengying       | CHN China           | 19:53   | LAP      | LAP     | LAP         | LAP     |
|                   | 36  | Kaidi Kivioja        | EST Estônia         | 21:40   | LAP      | LAP     | LAP         | LAP     |
|                   | 17  | Basmla Elsalamoney   | EGY Egito           | 20:41   | LAP      | LAP     | LAP         | LAP     |
|                   | 5   | Cecilia Pérez        | MEX México          | 20:05   | DNF      | DNF     | DNF         | DNF     |
|                   | 30  | Cassandre Beaugrand  | FRA França          | 19:37   | DNF      | DNF     | DNF         | DNF     |
|                   | 49  | Ainsley Thorpe       | NZL Nova Zelândia   | 19:15   | DNF      | DNF     | DNF         | DNF     |
|                   | 42  | Anastasia Gorbunova  | ROC                 | 19:37   | DNF      | DNF     | DNF         | DNF     |
|                   | 47  | Niina Kishimoto      | JPN Japão           | 19:48   | DNF      | DNF     | DNF         | DNF     |
|                   | 6   | Claudia Rivas        | MEX México          | DNF     | DNF      | DNF     | DNF         | DNF     |
|                   | 37  | Julia Hauser         | AUT Áustria         | DNF     | DNF      | DNF     | DNF         | DNF     |